# Таксимо (станция)
Таксимо́ — станция Восточно-Сибирской железной дороги на Байкало-Амурской магистрали. Находится в посёлке городского типа Таксимо,  административном центре Муйского района Республики Бурятия.

## История
Участок Байкало-Амурской магистрали Окусикан — Муякан — Таксимо строили несколько лет. В декабре 1983 года первый поезд прибыл на станцию Таксимо, последнюю на Бурятском участке БАМа.
С 1982 года посёлок был одним из центров строительства Бурятского участка БАМа. Возведением объектов путевой инфраструктуры, производственной базы и жилищного комплекса в Таксимо занимались работники прибывшего сюда в 1980 году отряда «Комсомолец Бурятии», строительно-монтажный поезд № 670 под руководством А. А. Мезенцева и отряд строителей из Латвийской ССР.
В августе 1984 года на участке Таксимо — Витим комсомольско-молодёжная бригада Александра Бондаря установила мировой рекорд скорости укладки железнодорожного полотна: 5400 метров за 1 день. Это достижение по состоянию на 2011 год никем не было превзойдено.
В 1989 году станция и весь участок пути до Окусикана был электрифицирован переменным током 25 кВ. В постоянную эксплуатацию станция Таксимо и железнодорожный вокзал сданы 27 октября 1989 года. Именно в эту дату по БАМу пошли первые поезда дальнего следования Тында — Москва и другие.
В 2000—2003 годах перед запуском в промышленную эксплуатацию Северомуйского тоннеля проводились работы по расширению станции и реконструкции путевого хозяйства.
Таксимо является последней электрифицированной станцией БАМа при следовании поезда с запада на восток и последней станцией Бурятского участка. В нечётной горловине станции электрифицированные пути заканчиваются, далее в восточном направлении поезда следуют на тепловозной тяге. По этой причине на станции останавливаются все поезда дальнего следования для замены локомотива. На станции есть оборотное локомотивное депо и пост ПТО Восточно-Сибирской железной дороги.

## Пассажирское движение
На станции останавливаются все пассажирские поезда дальнего следовани. Регулярно курсирует пригородный электропоезд до Окусикана.

### Основные направления
| Страна | Пункт назначения                                          |
| ------ | --------------------------------------------------------- |
| Россия | Красноярск, Кисловодск, Нерюнгри, Тайшет, Тында, Окусикан |

### Перевозчики и расписание
| Перевозчик                                    | Дистанция             | Расписание       |
| --------------------------------------------- | --------------------- | ---------------- |
| Российские железные дороги(ФПК)               | Дальнее следование    | РЖД              |
| Байкальская пригородная пассажирская компания | Пригородное сообщение | Байкальская ПППК |

## Коммерческие операции, выполняемые на станции
- Продажа билетов на все пассажирские поезда. Приём и выдача багажа.
- Приём и выдача грузов повагонными и мелкими отправками, загружаемых целыми вагонами, только на подъездных путях и местах необщего пользования.
- Приём и выдача грузов в универсальных контейнерах массой брутто 20 и 24 т на подъездных путях.
- Приём и выдача грузов в универсальных контейнерах массой брутто 24 (30) и 30 т на подъездных путях[6].

## Статьи и публикации
- Александр Фетисов. Золотая пряжка БАМ // «Вокруг света» : журнал. — 2007. — 5 декабря. — ISSN 321-0669.
- Строительство Бурятского участка Байкало-Амурской магистрали (в двух частях) // «Золотая Орда» : альманах. — 2018. — 27 августа.